# Ърнест Ръдърфорд
Ърнест Ръдърфорд, първи барон Ръдърфорд Нелсън (на английски: Ernest Rutherford, 1st Baron Rutherford of Nelson) е британски физик от новозеландски произход, известен като баща на ядрената физика. Считан е за най-добрия експериментатор след Майкъл Фарадей.
В началото на научната си дейност той предлага идеята за периода на радиоактивния полуразпад, доказва, че радиоактивността е свързана с преобразуването на един химичен елемент в друг, и прави разграничение между алфа- и бета-радиация. През 1908 година получава Нобелова награда за химия за своите „проучвания на разпадането на елементите и химията на радиоактивните вещества“.
Ръдърфорд извършва най-важните си изследвания след получаването на Нобеловата награда. През 1911 година той предлага модел на атома, според който положителният електрически заряд на атомите е концентриран в много малко ядро, опитвайки се да обясни разсейването на алфа-частици при преминаване през златно фолио (виж повече тук). През 1917 година той извършва първата експериментална ядрена реакция и ръководи групата, провела първото контролирано делене на атомно ядро през 1932 година.

## Биография

### Младежки години
Ърнест Ръдърфорд е роден на 30 август 1871 година в Спринг Гроув (сега Брайтуотър), Нова Зеландия. Негови родители са земеделецът Джеймс Ръдърфорд и съпругата му Марта Томпсън, учителка, преселници от Хорнчърч, Есекс, Англия (днес част от Лондон).. Ърнест е четвърто поред дете и втори син в семейството.
Ръдърфорд учи в училището Хейвлок, а след това в колежа в близкия до Спринг Гроув град Нелсън. Справя се добре и получава стипендия, с която продължава образованието си в Кентърбърийския колеж на Новозеландския университет в Крайстчърч, където играе ръгби и участва в дебати. Получава бакалавърска и магистърска степен по физика, математика и математическа физика. През 1895 г. Ръдърфорд получава изследователска стипендия от Кралската комисия, управляваща печалбите от изложението от 1851 г., и избира да продължи работата си в Кавендишката лаборатория на Кеймбриджкия университет под ръководството на Джоузеф Джон Томсън. Заминава за Англия същата година и става първият студент изследовател от друг университет (т.нар. „извънземни“ без кеймбриджка степен), което предизвиква ревност у по-консервативните членове на колегията в Кавендиш.
През първите две години в Кеймбридж се занимава с електромагнитни вълни (открити от Хайнрих Херц) и ефекта на магнетизиране и размагнетизиране на желязна игла от променлив ток и създава форма на радиоприемник. Апаратът на Ръдърфорд за детекция на радиовълни е прост и има търговски потенциал и като се опитва да увеличи неговия диапазон и чувствителност, той постига половин миля и за кратко държи световния рекорд за предаване на електромагнитни вълни на най-голямо разстояние, докато през 1896 г. не представя резултатите си на заседанието на Британската асоциация и открива, че е изпреварен от Гулиелмо Маркони.
През 1898 г. Томсън препоръчва Ръдърфорд за позиция в университета Макгил в Монреал, Канада. Той трябва да замени Хю Лонгбърн Каландар, който заема поста Макдоналд професор по физика и идва в Кеймбридж. Ръдърфорд е приет, което означава, че през 1900 г. той може да се ожени за Мери Джорджина Нютон (1876 – 1954), с която се е сгодил, преди да напусне Нова Зеландия. Те се женят в англиканската църква „Свети Павел, Папануи“ в Крайстчърч. Те имат една дъщеря, Айлин Мери (1901 – 1930), която се омъжва за Ралф Фаулър. През 1901 г. той получава докторска степен от университета в Нова Зеландия.

### Зрели години
В Канада Ръдърфорд работи активно в зараждащата се научна област на радиоактивността. Работи с Фредерик Соди, Бордън Болтууд и с германеца Ото Хан. През 1902 – 03 г. заедно със Соди разработват теория за трансформацията на елементите (disintegration theory) за обяснение на радиоактивността. Ръдърфорд пише и първия учебник по темата Radioactivity (1904). Неговите резултати в Монреал водят до удостояването му с Нобелова награда за химия през 1908 г.
През 1907 г. се завръща във Великобритания, за да заеме поста декан по физика във Викторианския университет в Манчестър. Заедно с Ханс Гайгер разработват апарат, който отчита йонизиращите частици, по-късно станал известен като Гайгеров брояч и превърнал се в универсален инструмент за измерване на йонизиращо лъчение. Ръдърфорд успява да изолира алфа-частици и да извърши спектрометричен анализ, като доказва, че това са хелиеви йони. Заедно с Болтууд, който го посещава, преизчисляват скоростта на превръщане на радия в хелий и изчисляват по-точна стойност на числото на Авогадро.
Продължавайки да изследва алфа-частиците, Ръдърфорд се насочва към експерименти с облъчване на тънко фолио. Към него се присъединява Гайгер и те събират резултати. През 1909 г. студентът на Ръдърфорд Ърнест Марсдън получава задача да изследва разсейването на големи ъгли и така провежда експеримент на Гайгер-Марсдън, с който е доказано съществуването на атомно ядро.
Той е посветен в рицарство през 1914 г.. Първата световна война прекъсва научните изследвания в лабораторията, а самият Ръдърфорд е включен в проекти за решаване на практическите проблеми на откриването на подводници от сонари. и е член на научен съвет към Адмиралтейството. Когато се връща към научните си интереси, изследва сблъсъка на алфа-частици с газови молекули. В случай на водород детекторът регистрира разсеяни протони, както се очаква. Но такива изненадващо се регистрират и когато газът е азот. През 1919 г. Ръдърфорд обяснява своето трето голямо откритие: изкуствено предизвикана ядрена реакция в стабилен елемент.
Ядрените реакции продължават да го занимават и по-късно. През 1919 г. той се завръща в Кеймбридж като ръководител на лабораторията Кавендиш на мястото на Томсън. Заедно с него от Манчестър идва колегата му Джеймс Чадуик и двамата експериментират с бомбардирането на леки химични елементи с алфа частици и техните трансформации. При по-тежките елементи срещат затруднения, тъй като технологията им е ограничена. Лабораторията Кавендиш се превръща в център на интензивни научни изследвания, започва разработка на линейни ускорители, на камерата на Уилсън и др. През 1932 г. при облъчване на берилиева мишена с поток от алфа-частици Чадуик открива съществуването на неутрона и получава за това Нобелова награда за физика. Нобелови награди през 40-те и 50-те години на ХХ век получават и свързаните с Кавендиш Джон Кокрофт и Ърнест Уолтън за експеримента, при който става разделяне на атома с помощта на ускорител на частици, и Едуард Епълтън за демонстриране на съществуването на йоносферата.
Продължава изследването на спектри на бета и гама-лъчи, които спомагат за разбиране на структурата на атома. С малко количество тежка вода, получена от САЩ през 1934 г. Ръдърфорд, Марк Олифант и Паул Хартек съумяват да инициират първата термоядрена реакция, като бомбардират деутерий..

### По-късни години и смърт
През 1925 г. Ръдърфорд отправя призиви към правителството на Нова Зеландия да подкрепи образованието и научните изследвания, което довежда до формирането на Катедрата за научни и индустриални изследвания през следващата година. Между 1925 и 1930 г. той е президент на Кралското общество, а по-късно и президент на Съвета за академична помощ, който помага на почти 1000 университетски бежанци от Германия. Награден е с орден за заслуги по време на Новогодишните почетни награди от 1925 г. и е издигнат като барон Ръдърфорд Нелсън от Кеймбридж в графство Кеймбридж през 1931 г. – титла, която изчезва при неочакваната му смърт през 1937 г. Заедно с М. Олифънт доказва експериментално (1933) закона за връзката между масата и енергията при ядрените реакции, а през 1934 г. осъществява синтез на деутрони с образуване на тритий. През 1933 г., Ръдърфорд е един от двамата получатели на медала „ТК Сиди“, създаден от Кралското дружество на Нова Зеландия като награда за изключителни научни постижения.
Известно време преди смъртта си, Ръдърфорд има малка херния, която пренебрегва да отстрани и тя се усложнява, което го кара да се разболее тежко. Въпреки спешната операция в Лондон, той умира четири дни след това, което лекарите наричат „чревна парализа“, в Кеймбридж. Умира на 19 октомври 1937 г. в Кеймбридж. След кремацията е удостоен с високата чест за погребение в Уестминстърското абатство, близо до Исак Нютон и други знаменити британски учени.

## Научна и изследователска дейност

### Изследвания на радиоактивността

#### Видове радиоактивност и период на полуразпад
В Кеймбридж, Ръдърфорд започва да работи с Томсън върху проводящите ефекти на рентгеновите лъчи в газове, работа, която води до откриването на електрона, който Томсън представя на света през 1897 г. Чувайки за опита на Анри Бекерел, откривателят на естествената радиоактивност, с уран, Ръдърфорд започва да изследва неговата радиоактивност, откривайки два вида, които се различават от рентгеновите лъчи по своята проникваща сила. Продължавайки изследванията си в Канада, той въвежда термините алфа-лъчи и бета-лъчи през 1899 г., за да опише двата отделни типа радиация. Тогава той открива, че торият отделя газ, който произвежда еманация, която сама по себе си е радиоактивна и покрива други вещества. Той открива, че за пробата от този радиоактивен материал с какъвто и да е размер неизменно е необходимо същото време за разпадането на половината от пробата – периодът на полуразпад.

#### Закон за радиоактивния разпад
От 1900 до 1903 г. той се присъединява към младия химик Фредерик Соди (Нобелова награда за химия, 1921 г.), пред когото поставя проблема с идентифицирането на ториевите излъчвания. Те разработват теорията на радиоактивния разпад и открива закона за радиоактивните превръщания. След като елиминира всички нормални химични реакции, Соди предполага, че това трябва да е един от инертните газове, които са нарекли торон (по-късно е установено, че е изотоп на радон). Те също откриват друг вид торий, който наричат Торий X, и продължават да намират следи от хелий. Те също работят с мостри на Уран Х от Уилям Крукс и радий от Мари Кюри.
През 1903 г. публикуват „Закон за радиоактивните промени“, за да докладват за всичките си експерименти. Дотогава атомите са се считали за неразрушима основа на цялата материя и въпреки че Кюри предполага, че радиоактивността е атомно явление, идеята за разпадането на атомите на радиоактивни вещества е коренно нова идея. Ръдърфорд и Соди доказват, че радиоактивността включва спонтанното разпадане на атомите в друга, все още неидентифицирана материя. Нобеловата награда за химия за 1908 г. е присъдена на Ърнест Ръдърфорд „за изследванията му върху разпадането на елементите и химията на радиоактивните вещества“.
През 1903 г. Ръдърфорд взима под внимание вид излъчване, открито (но неименувано) от френския химик Пол Виярд през 1900 г., като излъчване от радий и осъзнава, че това трябва да представлява нещо различно от откритите от него алфа и бета лъчи, тъй като има много по-голяма проникваща сила. Ръдърфорд дава на този трети вид излъчване името гама лъчи. И трите термина на Ръдърфорд са в стандартна употреба днес – оттогава са открити други видове радиоактивен разпад, но трите вида, открити от Ръдърфорд са сред най-разпространените.
Положително зареденото лъчение алфа-лъчи по-късно се оказва хелиеви ядра, състоящи се от два протона и два неутрона. Отрицателно заредените, наречени бета-лъчи, както се установява по-късно са високоенергийни електрони, а неутралните гама-лъчи се оказват поток от високоенергийни фотони, излъчени от ядрото на атомите.
През периода 1898 – 1907 е професор в университета „Макхил“ в Монреал, Канада, а през 1907 – 1919 г. е професор и директор на физическата лаборатория в Манчестърския университет.
В Манчестър продължава да работи с алфа лъчението. Съвместно с Ханс Гайгер разработва екрани за сцинтилация на базата на цинков сулфид и йонизационни камери за преброяване на алфа частици. Разделяйки общия заряд на броя от преброявнето, Ръдърфорд решава, че зарядът на алфа частицата е две. В крайна сметка се появява ясният спектър на хелиевия газ, доказващ, че алфа са поне йонизирани хелиеви атоми и вероятно хелиеви ядра.

#### Експериментът със златния лист и планетарният модел на атома
През 1909 г. под негово ръководство Ханс Гайгер и Ърнест Марсдън провеждат експеримент, в който обстрелват златно фолио с различна дебелина с алфа-частици, при което се наблюдава тяхното разсейване (разсейване на Ръдърфорд) в зависимост от ъгъла спрямо първоначалната им траектория. Ръдърфорд е вдъхновен и моли Гейгер и Марсдън да търсят алфа-частици с много големи ъгли на отклонение, от тип, който не се очаква от никоя теория на материята по това време. Резултатите показват, че някои от алфа-частиците рикошират в обратна посока (обратно разсейване). Осмислянето и интерпретирането на резултатите отнема почти две години. Така през 1911 г. Ръдърфорд стига до представата за планетарния модел на атома, според който атомите се състоят от положително заредено ядро с относително (спрямо атома) малки размери и по-разредена и отрицателно заредена атомна обвивка. Това е най-известният му експеримент, който опровергава атомния модел на „пудинг със стафиди“, предложен от Джоузеф Джон Томсън:с. 122 – 4 и утвърждава планетарния модел на Ръдърфорд. Планетарният модел на свой ред заляга в основата на квантовата теория на атома на Бор.
През 1919 – 1920 г. Ръдърфорд установява, че азотът и другите леки елементи излъчват протон, който той нарича „водороден атом“ при сблъсък с α (алфа) частици. Този резултат показва, че водородните ядра са част от азотните ядра (и по тази логика, вероятно и от други ядра). Подобна конструкция се предполага в продължение на много години въз основа на атомните тегла, които са цели числа, кратни на тази на водорода
(виж хипотезата на Праут). Известно е, че водородът е най-лекият елемент, а неговите ядра вероятно са най-леките ядра. Сега, поради всички тези съображения, Ръдърфорд решава, че водородното ядро е може би основен градивен елемент на всички ядра, а също така вероятно и нова фундаментална частица. По този начин, потвърждавайки и разширявайки изследванията на Вилхелм Вин, който през 1898 г. открива протона в потоци йонизиран газ, Ръдърфорд постулира, че водородното ядро е нова частица през 1920 г., която той нарича протон.
През 1921 г., докато работи с Нилс Бор (който от своя страна постулира, че електроните се движат по специфични орбити), Ръдърфорд изказва предположение за съществуването на неутрони (в своята Бейкъровска лекция от 1920 г.), които по някакъв начин компенсират отблъскващия ефект между положително заредените протони, като причиняват привлекателна ядрена сила и по този начин ядрата не се разлитат вследствие на отблъскването между протоните. Единствената алптернатива на неутроните е наличието на „ядрени електрони“, които биха противодействали на някои от протонните заряди в ядрото, тъй като тогава вече е известно, че ядрата имат около два пъти по-голяма маса. Но как тези ядрени електрони могат да бъдат прихванати в ядрото остава загадка. Теорията на Ръдърфорд за неутроните е доказана през 1932 г. от неговия сътрудник Джеймс Чадуик, който разпознава неутроните веднага, когато са наблюдавани от други учени, а по-късно и от самия него, при бомбардиране на берилий с алфа частици. През 1935 г. Чадуик е удостоен с Нобеловата награда по физика за това откритие.

#### Атомни превръщания
През 1919 г. Ърнест Ръдърфорд открива, че атомни ядра (в този случай азот), бомбардирани с алфа-частици, се превръщат в ядра на друг химичен елемент (в случая кислород):
14N + α → 17O + p,
което е първото в света изкуствено превръщане на един химичен елемент в друг, т.е. той осъществява първата в света изкуствена ядрена реакция. По това време властва идеята за неизменността и неделимостта на атома. Други видни учени, наблюдавайки подобни явления, ги обясняват с наличието на „нови“ елементи в изходното вещество от самото начало. Времето обаче показва невалидността на подобни идеи. Научните разработки на физици и химици показват, че в някои случаи, някои елементи могат да се превърнат в други елементи и са открити природните закони, които управляват тези трансформации.

## Известност и памет
Ръдърфорд се счита за един от най-уважаваните и велики учени в света. През 1914 г. Джордж V посвещава Ръдърфорд в рицар. През 1925 г. го приемат в Ордена за заслуги, а през 1931 г. той става барон.
Ръдърфорд създава голяма физична школа. Негови ученици са Нилс Бор, П. Блекит, С. Пауъл, Ч. Елис, Ханс Гайгер, Ото Хан, Дж. Коукрофт, Ъ. Уолтън, Хенри Моузли, М. Олифънт, Джеймс Чадуик и много други. Член е на Лондонското кралско дружество от 1903 г. и е негов президент през периода 1925 – 1930 г. Член е на почти всички научни академии по света.
В чест на Ръдърфорд са наречени:

### Научни открития
- химичният елемент ръдърфордий, номер 104 в периодичната система на елементите – първоначално синтезиран през 1964 година и получава името си през 1997 г. (преди това е известен като „Курчатовий“)
- астероид (1249) Ръдърфордия – открит на 4 ноември 1932 г. от немския астроном Карл Вилхелм Райнмут, който работи в обсерваторията в Хайделберг.
- лунен кратер Ръдърфорд – кратер[24] в северното полукълбо на обратната страна на Луната. Името е утвърдено през 1976 г.
- кратер Ръдърфорд на Марс – наименуван на учения през 1973 г.[25]

### Научни лаборатории и институти
- Лаборатория Ръдърфорд-Епълтън – лаборатория за научни изследвания във Великобритания, Оксфордшир.
- колеж Ръдърфорд – колеж в Окланд, Нова Зеландия
- колеж Ръдърфорд – колеж в университета Кент в Кентърбъри, Англия
- институт Ръдърфорд за нововъведения в университета в Кеймбридж
- Средно училище Ръдърфорд, Уонгануи, Нова Зеландия

### Награди
- Медал „Ръдърфорд“ – най-високият научен медал, присъждан от Кралското общество на Нова Зеландия
- Награда „Ръдърфорд“ в колежа „Томас Кар“ за високи постижения във викторианския сертификат за образование по химия, Австралия.
- Паметен медал на Ръдърфорд е награда за изследвания в областта на физиката и химията от Кралското общество на Канада.
- Медал и награда „Ръдърфорд“ се присъжда веднъж на две години от Института по физика във Великобритания за „видни изследвания в ядрената физика или ядрената технология“.
- Мемориалната лекция на Ръдърфорд е международна лекционна обиколка под егидата на Кралското общество, създадено по Мемориалната схема на Ръдърфорд през 1952 г.

### Други
- Хотел „Ръдърфорд“ в Нова Зеландия
- Улица „Ръдърфорд“ в биотехнологичния дистрикт, Карлсбад (Калифорния)
- Парк „Ръдърфорд“ в Нова Зеландия
- Портрет на Ръдърфорд на 100-доларовата банкнота на Нова Зеландия от 1992 г. насам
- Ракетен двигател „Ръдърфорд“
- Улица в квартал „Витоша“ в София (Карта).